# Paul Vanden Boeynants
Paul Emile François Henri Vanden Boeynants (Forest, 22 de mayo de 1919-Aalst, 9 de enero de 2001) fue un político belga. Fue primer ministro de Bélgica en dos períodos (1966-1968 y 1978-1979).

## Biografía

### Carrera
Primero fue empresario en la industria cárnica, expandiendo la empresa de su familia. Fue miembro de la Cámara de Representantes de Bélgica por el partido social cristiano (PSC-CVP) entre 1949 y 1979. Desde 1961 hasta 1966 dirigió el PSC-CVP.
Fue ministro de la clase media (1958-1961). En 1966, se convirtió en primer ministro, ocupando el cargo durante dos años. En 1969 fue nombrado ministro de Estado. Entre 1972 y 1979 se desempeñó como ministro de defensa. En 1978 y 1979 fue nuevamente primer ministro. Luego se desempeñó como presidente del PSC (1979-1981). Fue también vice primer ministro y ministro del interior (1979). También sirvió en el Ayuntamiento de Bruselas (1953-1972), donde fue concejal en varias ocasiones (1953-1958, 1965-1971, 1971-1972).
Durante su desempeño como ministro de defensa, presidió el grupo de ministros de Defensa europeos del Comité de Planes de Defensa de la OTAN.

### Secuestro
En un incidente que aún es objeto de disputa, Vanden Boeynants fue secuestrado el 14 de enero de 1989 por miembros de Haemers (un grupo criminal). Tres días después, los criminales publicaron una nota en periódico de Bruselas Le Soir, exigiendo 30 millones de francos belgas para el rescate. Boeynants fue liberado ileso un mes después, el 13 de febrero, cuando se pagó un rescate de 60 millones de francos belgas. Sus secuestradores fueron capturados y encarcelados. Patrick Haemers, el jefe, luego se suicidó en la cárcel.

## Controversias
Fue criticado por su manejo de la crisis lingüística de Bélgica en 1968 y por su política de renovación urbana en Bruselas. En 1986 fue condenado por fraude y evasión fiscal (y una subsiguiente sentencia suspendida de tres años), que puso fin a su carrera política.

## Distinciones
- Bélgica:
  - Gran cordón de la Orden de Leopoldo.[8]
  - Caballero gran cruz de la Orden de Leopoldo II.[8]
- Reino Unido: Caballero gran cruz de la Orden de San Miguel y San Jorge.[8]
- Francia: Gran Oficial de la Legión de Honor.[8]